# Just Blaze
Justin Smith, beter bekend als Just Blaze (Paterson, 18 januari 1978), is een Amerikaanse hiphop-producer uit Paterson, New Jersey. Blaze is ook de CEO van Fort Knocks Entertainment. Hij is het meest bekend door het produceren van Jay-Z nummers op de albums The Blueprint, The Blueprint 2 en The Black Album. Zijn productie is ook te vinden op Eminem's veelgeprezen album Recovery (2010). Blaze verschijnt in de video voor de derde single van Recovery getiteld "No Love", die hij ook produceerde.